# Serieåret 1996
Serieåret 1996 präglades av att den tecknade serien vid den här tiden firade sitt 100-årsjubileum.

## Händelser

### Februari
- 17 februari - Fantomen firar 60-årsjubileum.[1]

### Mars
- Mars - I USA avslutas Archie Comics TMNT Adventures med trilogin "Year of the Turtle" där sista numret heter "Story’s End!".[2]

### Juni
- Juni - Första numret av Image-Turtles publiceras.[3]

### Juli
- 26 juli - Diamond Comic Distributors köper Capital City Distribution.[4]

### November
- 30 november - Utställningen Comics - serierna 100 år inleds på Millesgården.[1]

### Okänt datum
- Teenage Mutant Hero Turtles - Svenska serietidningen nedlagd efter sex år.[5]
- Den svenska serietidningen Star Wars startas.[6]
- Sabrina Online debuterar.
- James Bond Agent 007 slutar ges ut i Sverige

## Pristagare
- Adamsonstatyetten: Jan Romare, Jeff Smith
- Galagos Fula Hund: Mats Jonsson
- Unghunden: Måns Gahrton och Johan Unenge
- Urhunden för svenskt album: "Garagedrömmar" av Mats Kjellblad
- Urhunden för översatt album: "Serier: Den Osynliga Konsten" av Scott McCloud (USA)

## Utgivning
- Mangan Sailor Moon ges ut i tre nummer (serietidning, baserad på stillbilder från TV).

### Album
- Bert - Charmtroll med bikinikoll.[7].
- Eva & Adam - Den andra killen.[8]
- Klondike (Lucky Luke).[9]
- Genidraget (Ratata).[10]
- Obelix på galejan (Asterix).[11]

### Serieantologi
- Comics - Serierna 100 år av Sture Hegerfors och Lasse Åberg[12].

## Avlidna
- 28 februari - Jerome Siegel, 81, amerikansk serietecknare, skapare av serien Stålmannen.
- 20 november - Poul Ströyer, 73, svensk konstnär, karikatyrist och illustratör.

### Fotnoter
1. 1 2 3   Horisont 1996. Bertmarks
2. ↑  ”Unofficial TMNT Comic Checklist”. Januari 2011. Arkiverad från originalet den 6 oktober 2011. https://web.archive.org/web/20111006033652/http://mutantooze.org/tmntdb/comics/TMNT%202011%20Comic%20Checklist.pdf. Läst 18 mars 2012.
3. ↑  ”Teenage Mutant Ninja Turtles Volume Three #1”. Mirage Comics. Juni 1996. Arkiverad från originalet den 20 december 2010. https://web.archive.org/web/20101220121418/http://miragelicensing.com/comics/image/01/01.html. Läst 18 mars 2012.
4. ↑  "Diamond Comic Distributors acquires Capital City Distribution; Comic distribution industry stabilized by purchase," bNet: Business Wire (26 juli 1996).
5. ↑  Swecomics
6. ↑  ”Seriesamlarna”. http://www.seriesam.com/cgi-bin/guide?s=Star+Wars. Läst 11 mars 2011.
7. ↑  ”Seriesamlarna”. Arkiverad från originalet den 20 maj 2011. https://web.archive.org/web/20110520024942/http://www.seriesam.com/cgi-bin/guide?s=BERTS+DAGBOK+(1992). Läst 11 mars 2011.
8. ↑  Seriesamlarna
9. ↑  ”Lucky Luke på svenska”. Arkiverad från originalet den 11 november 2014. https://web.archive.org/web/20141111004811/http://www.visit.se/~dampgrodan/album_kronolog.html. Läst 12 mars 2011.
10. ↑  ”Lucky Luke på svenska”. Arkiverad från originalet den 25 maj 2012. https://archive.is/20120525100929/http://www.visit.se/~dampgrodan/album_Ratas.html. Läst 12 mars 2011.
11. ↑  ”Tintin”. Arkiverad från originalet den 13 februari 2011. https://web.archive.org/web/20110213010603/http://www.asterix.com/books/albums/. Läst 12 mars 2011.
12. ↑  ”Rogers Seriemagasin”. https://rogersmagasin.com/serietidningar-och-seriepublikationer/comics-serierna-100-ar/. Läst 15 mars 2021.